# 2022
Rok 2022 (MMXXII) gregoriánského kalendáře začal v sobotu 1. ledna a skončil v sobotu 31. prosince. V České republice měl 252 pracovních dnů a 13 státních a ostatních svátků, z toho 8 jich připadlo na mimovíkendové dny. Letní čas začal v neděli 27. března ve 02:00 (CET) a skončil v neděli 30. října ve 03:00 (CEST). Dle židovského kalendáře nastal přelom roků 5782 a 5783, dle islámského kalendáře 1443 a 1444.

## Události

### Česko
- 13. ledna – Vláda Petra Fialy získala důvěru většiny poslanců v Poslanecké sněmovny Parlamentu České republiky.
- 20. ledna – Při srážce 36 vozidel na dálnici D5 u obce Žebrák na Berounsku se zranilo 5 lidí.
- 3. února – Český premiér Petr Fiala spolu se svým polským protějškem Mateuszem Morawieckim podepsali dohodu o řešení vlivu těžební činnosti v Dole Turów.
- 8. února – Ester Ledecká obhájila zlatou medaili v paralelním obřím slalomu snowboardistek na Zimních olympijských hrách v Pekingu.
- 10. února – Martina Sáblíková získala bronzovou medaili na olympijských hrách v rychlobruslařském závodě na 5000 metrů.
- 7. března – Ve Vladislavském sále Pražského hradu proběhlo slavnostní předávání státních vyznamenání z let 2020 a 2021, které se nekonalo kvůli covidové situaci a onemocnění prezidenta.
- 10. května – Česká republika byla Valným shromážděním OSN zvolena do Rady pro lidská práva, čímž nahradila Rusko, kterému bylo členství pozastaveno kvůli invazi na Ukrajinu.
- 11. května – Prezident Miloš Zeman jmenoval novým guvernérem České národní banky Aleše Michla.
- 2. června – Při požáru Alzheimer centra v Roztokách u Prahy zemřeli dva lidé.
- 27. června – V Bohumíně došlo ke kolizi jednotky 680.006 na spoji SC 516 s posunovým dílem, tvořeným lokomotivou řady 742, dopravce ČD Cargo. Strojvedoucí Pendolina, který nerespektoval návěst zakazující jízdu a vjel do postavené posunové cesty, při kolizi zahynul, čtyři zaměstnanci ČD Cargo byli zraněni.
- 29. června – Prezident Miloš Zeman jmenoval nového ministra školství Vladimíra Balaše.
- 1. července
  - Česká republika se ujala Předsednictví EU.
  - Novým guvernérem České národní banky se stal ekonom Aleš Michl.
- 24. července – V Českém Švýcarsku vypukl rozsáhlý lesní požár.
- 1. září – Míra inflace v Česku dosáhla úrovně 17,2 %.
- 3. září – V Havířově se při havárii kolotoče zranilo 17 lidí.
- 23. a 24. září – Proběhly volby do zastupitelstev obcí v Česku a první kolo voleb do Senátu Parlamentu České republiky.
- 30. září a 1. října – Druhé kolo voleb do Senátu Parlamentu České republiky.
- 9. října – Proběhl 132. ročník Velké pardubické se Slavia pojišťovnou.

### Svět
- 1. ledna
  - Francie se ujala Předsednictví EU.
  - Evropskými hlavními městy kultury v roce 2022 jsou litevský Kaunas, lucemburský Esch-sur-Alzette a srbský Novi Sad.
- 5. ledna – Prezident Kazachstánu Tokajev vyhlásil v zemi výjimečný stav z důvodu protestů proti zvýšení cen plynu a požádal Organizaci Smlouvy o kolektivní bezpečnosti o pomoc při potlačení protestů.
- 15. ledna – Vlna tsunami po explozi vulkánu Hunga Tonga – Hunga Haʻapai zasáhla Nuku'alofa, hlavní město Království Tonga. Menší škody tsunami způsobila také v Japonsku, Spojených státech amerických a Chile.
- 18. ledna – Evropský parlament zvolil novou předsedkyní Robertu Metsolaovou.
- 4.–20. února – XXIV. zimní olympijské hry v čínském Pekingu.
- 21. února – Rusko uznalo svrchovanost Doněcké a Luhanské lidové republiky, dvou separatistických regionů na východní Ukrajině, a na tato území vzápětí vstoupila ruská armáda.
- 24. února – Rusko zahájilo útok na Ukrajinu, načež vzápětí Ukrajina vyhlásila válečný stav.
- 1. března – Ruský cenzurní orgán Roskomnadzor zablokoval vysílání rozhlasové stanici Echo Moskvy, televizi Dožď a pohrozil zablokováním ruské Wikipedie kvůli způsobu pokrytí války na Ukrajině.
- 9. března – Ruské letectvo vybombardovalo porodnici v Mariupolu přičemž zahynuly 4 osoby a dalších 16 bylo raněno.
- 16. března
  - Český premiér Petr Fiala, polský premiér Mateusz Morawiecki, polský vicepremiér Jaroslaw Kaczyński a slovinský premiér Janez Janša navštívili částečně obležený Kyjev.
  - Ozbrojené síly Ruské federace provedly nálet na Doněcké akademické oblastní činoherní divadlo v Mariupolu, v jehož troskách zahynulo okolo 300 civilistů.
- 21. března – Let China Eastern Airlines 5735 se 138 osobami na palubě havaroval na při letu z Kchun-mingu do Kantonu, všichni cestující i posádka na palubě zemřeli.
- 3. dubna – V parlamentních volbách v Maďarsku zvítězila strana Fidesz premiéra Viktora Orbána, který dosáhl čtvrtého vítězství v parlamentních volbách s ústavní většinou v řadě.
- 8. dubna – Ruský útok na nádraží v Kramatorsku balistickou střelou Točka-U zabil 60 osob a přes 100 zranil.
- 14. dubna – Vlajková loď ruské černomořské floty křižník Moskva se potopila po výbuchu v Černém moři. Ukrajina tvrdí, že loď zasáhla protilodními střelami Neptun.
- 24. dubna – Emmanuel Macron zvítězil ve druhém kole francouzských prezidentských voleb.
- 10. května – Maďarskou prezidentkou byla jmenována Katalin Nováková, první žena v historii země.
- 10.–14. května – Proběhla soutěž Eurovision Song Contest 2022 v italském Turíně, vítězem se stala ukrajinská skupina Kalush Orchestra s písní „Stefanija“.
- 13.–29. května – Proběhlo 86. Mistrovství světa v ledním hokeji v Helsinkách a Tampere.
- 24. května – Při střelbě na základní škole v Texasu bylo zabito 19 dětí a 2 dospělí.
- 28. května – Real Madrid zvítězil ve finále ligy mistrů, když porazil Liverpool 1:0 a po čtrnácté tuto soutěž vyhrál.
- 14. června – Vznikla Dánsko-kanadská státní hranice na Hansově ostrově.
- 27. června – Nejméně 20 lidí bylo zabito při raketovém útoku na nákupní centrum v ukrajinském městě Kremenčuk.
- 1. července – Česká republika se ujala Předsednictví EU.
- 13. července – Srílanský prezident Gotabaja Radžapaksa uprchl kvůli masovým protestům ze země. Premiér Mahinda Radžapaksa vyhlásil výjimečný stav a zákaz vycházení v okolí hlavního města.
- 25. července – Draupadí Murmúová, navržená vládní Indickou lidovou stranou, se stala novou indickou prezidentkou.
- 8. září – Alžběta II., nejdéle panující královna Spojeného království a 14 dalších zemí Commonwealthu, zemřela ve věku 96 let. Jejím nástupcem se stal Karel III.
- 14. září – Ukrajinská armáda osvobodila většinu Charkovské oblasti při Východoukrajinské ofenzívě.
- 21. září – Ruský prezident Vladimir Putin vyhlásil částečnou mobilizaci.
- 23. září – Švýcarský tenista Roger Federer ukončil profesionální kariéru.
- 26. září – Po střelbě na základní škole v Iževsku zemřelo 18 lidí a 24 bylo zraněno.
- 30. září – Rusko v rozporu s mezinárodním právem anektovalo 4 ukrajinské oblasti.
- 1. října
  - Při násilnostech po fotbalovém utkání mezi týmy Aremy s Persebayou v Indonésii zemřelo 125 lidí.
  - Parlamentní volby v Lotyšsku
- 2. října
  - Parlamentní volby v Bulharsku
  - Proběhlo první kolo prezidentské volby v Brazílii.
- 8. října – V důsledku výbuchu nastražené bomby byl poničen Krymský most.
- 9. října – Prezidentská volba v Rakousku
- 12. října – Po střelbě u bratislavské kavárny pro LGBT+ klientelu zemřeli dva lidé.
- 23. října – Prezidentské volby ve Slovinsku
- 25. října – Z území Evropy, severní Afriky a západní Asie bylo pozorovatelné částečné zatmění Slunce.
- 26. října – 15 lidí zahynulo a přes 40 bylo zraněno při teroristickém útoku v mešitě v jihoíránském Šírázu.
- 29. října – Po hromadné tlačenici v jihokorejském Soulu bylo ušlapáno minimálně 146 lidí a dalších 150 bylo zraněno.
- 30. října – Proběhlo druhé kolo prezidentské volby v Brazílii.
- 1. listopadu
  - Úspěšně proběhla čtvrtá mise (Mise USSF-44) Falconu Heavy společnosti SpaceX.
  - Proběhly Parlamentní volby v Izraeli.
- 8. listopadu – Parlamentní volby v USA.
- 11. listopadu – Ukrajinská armáda osvobodila Cherson.
- 15. listopadu
  - Počet obyvatel Země dosáhl 8 miliard.
  - Výbuch ukrajinské protistřely, která dopadla na území Polska, usmrtil 2 ve vesnici Przewodów lidi.
- 15.–16. listopadu – V Indonésii se konal summit G20.
- 16. listopadu – Program Artemis: Kosmická loď Orion odstartovala na misi Artemis I, zahrnující zkušební nepilotovaný let k Měsíci.
- 20. listopadu – 18. prosince – proběhlo 22. Mistrovství světa ve fotbale. Konalo se v Kataru a vítězem se stal tým Argentiny.
- 8. prosince – Parlamentní volby na Faerských ostrovech

## Úmrtí

### Česko

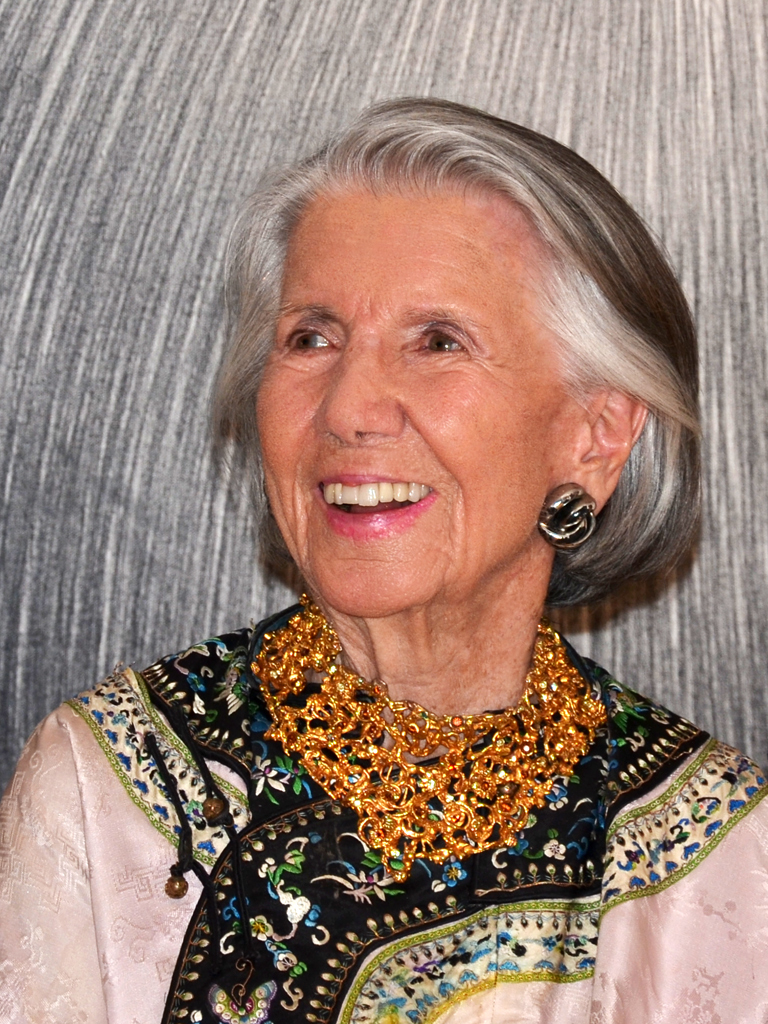
Meda Mládková († 3. května)

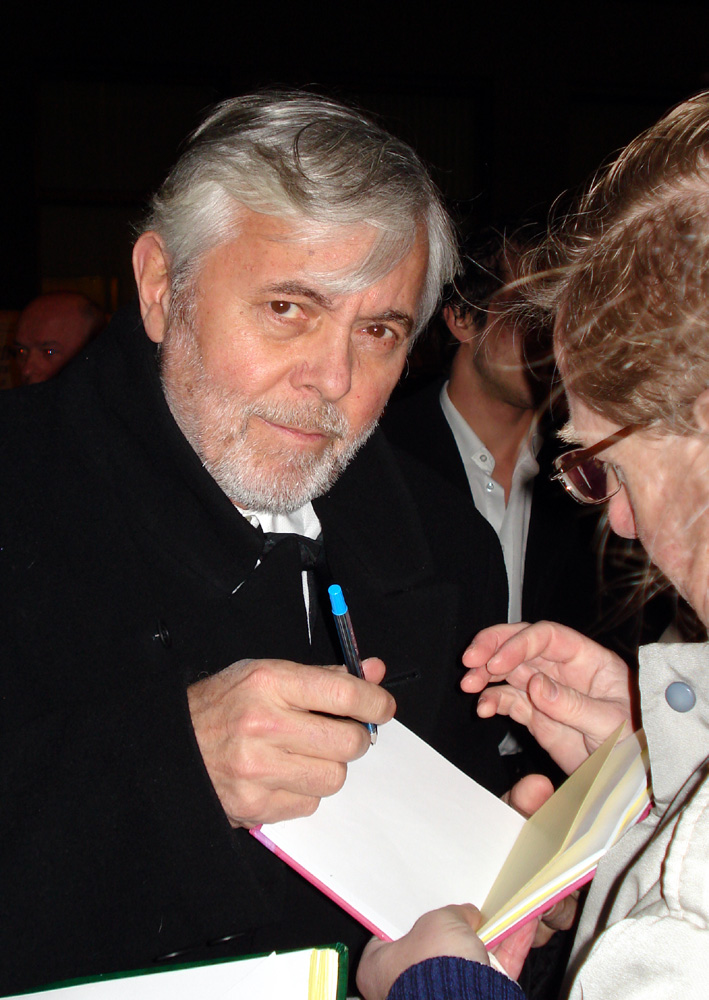
Josef Abrhám († 16. května)

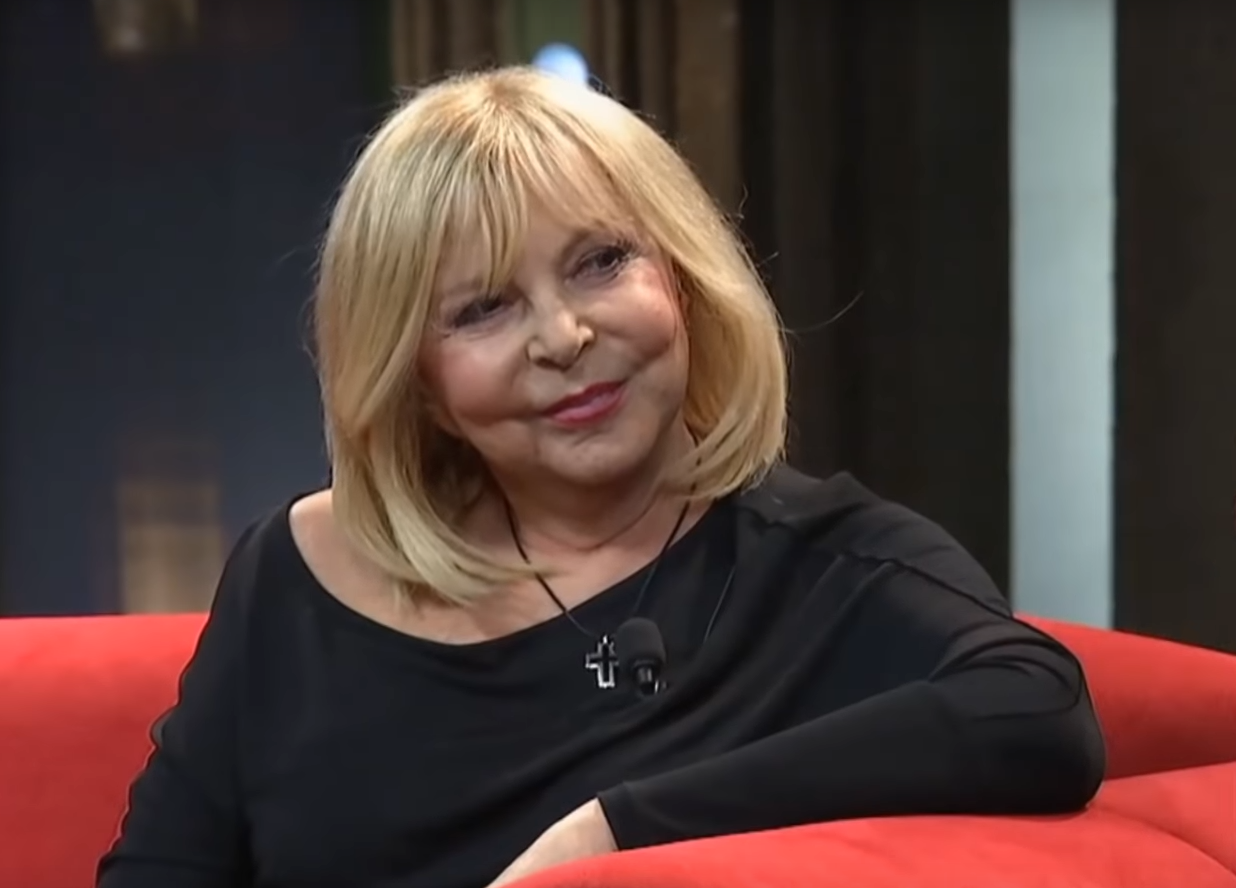
Hana Zagorová († 26. srpna)

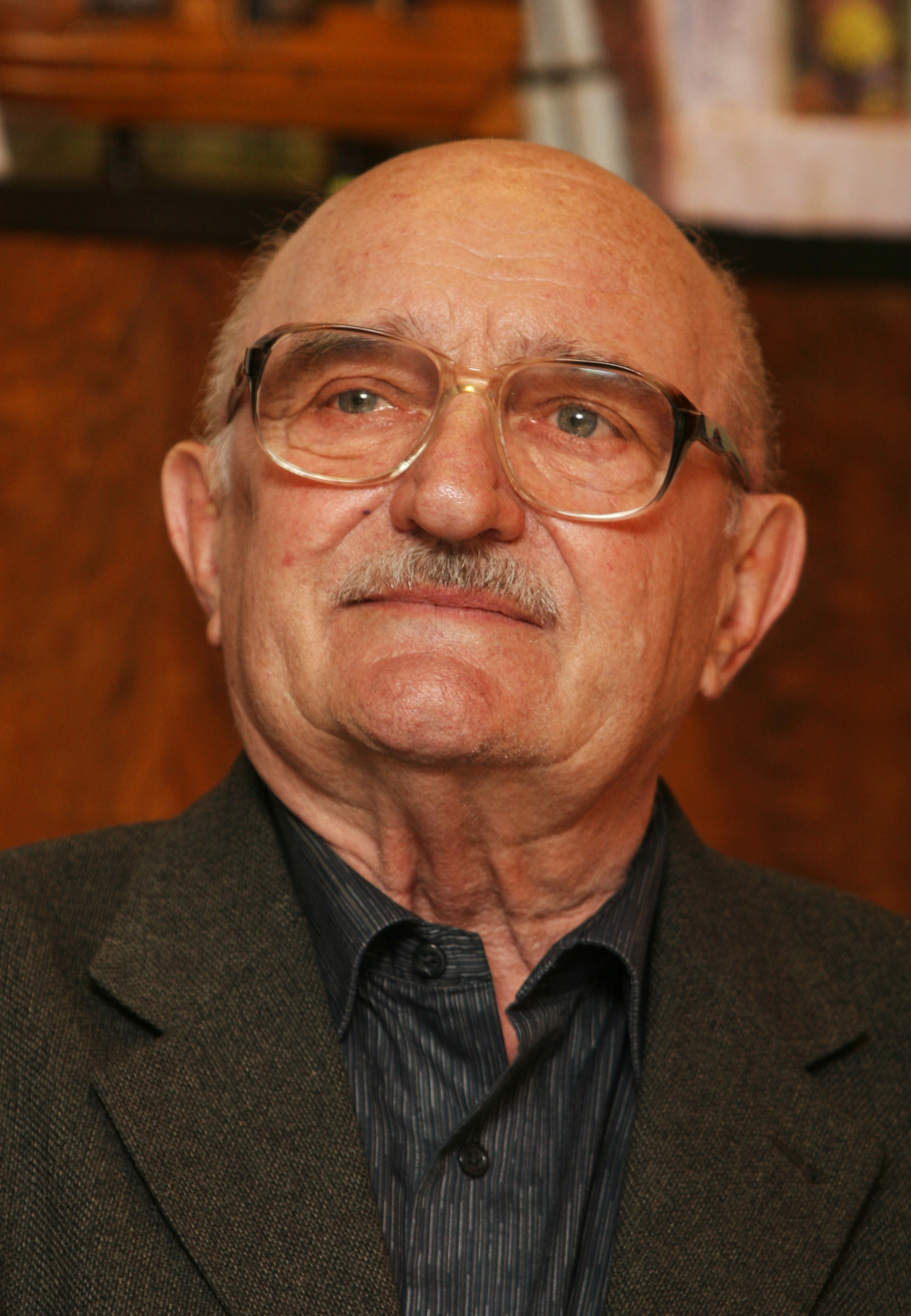
Josef Somr († 16. října)

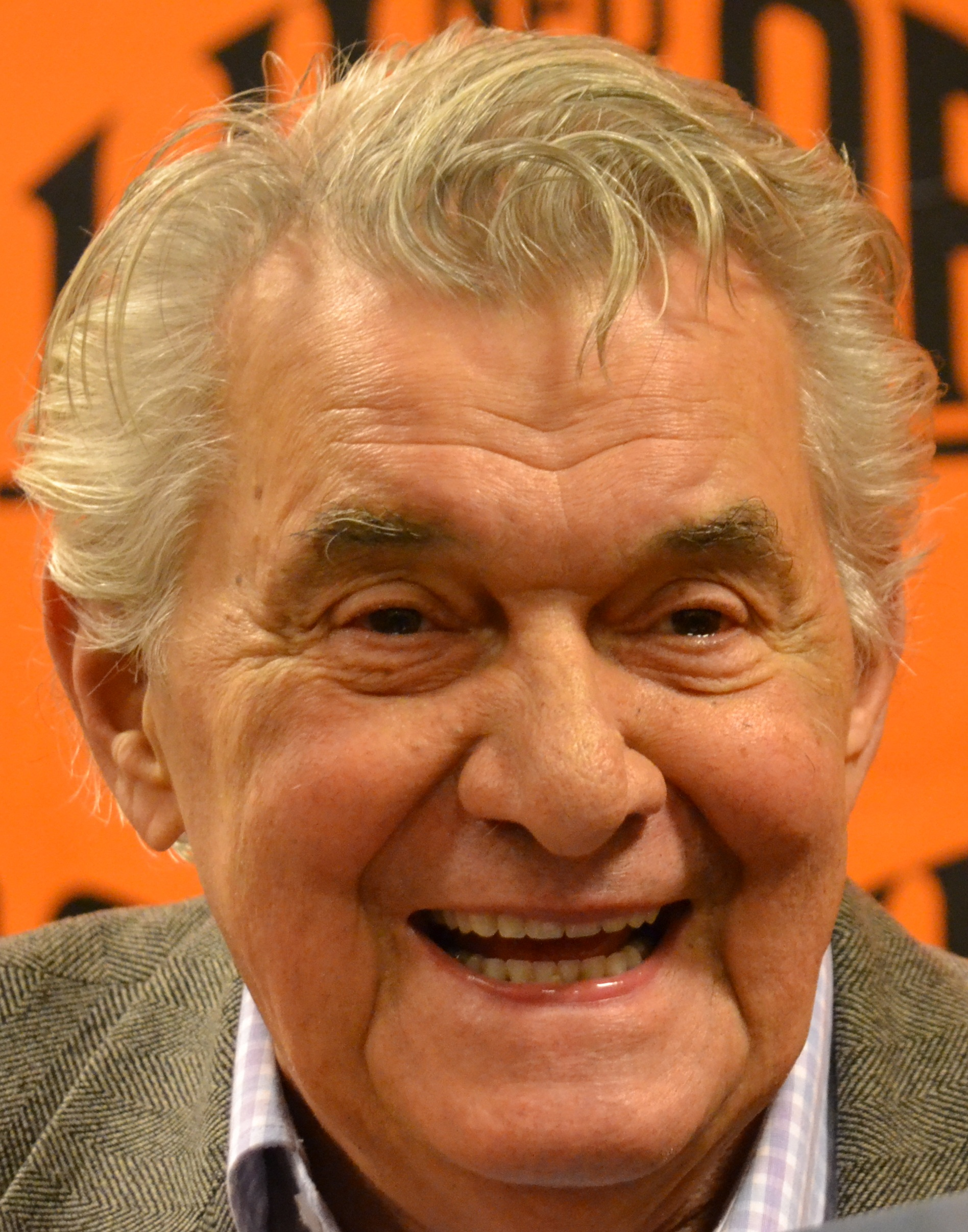
Ladislav Trojan († 18. prosince)

- 2. ledna – Viktor Vrabec, herec (* 18. května 1941)
- 3. ledna – Zdeněk Štajnc, grafik a výtvarník (* 3. prosince 1948)
- 8. ledna – Stanislav Rudolf, spisovatel, scenárista, redaktor a pedagog (* 16. února 1932)
- 9. ledna – Dušan Klein, režisér a scenárista (* 27. června 1939)
- 13. ledna
  - Josef Rusek, zoolog a ekolog (* 18. července 1938)
  - Vítězslav Bouchner, herec (* 30. listopadu 1947)
- 16. ledna – Hana Horká, zpěvačka (* 15. února 1964)
- 20. ledna – Jiří Plachý, herec (* 23. září 1946)
- 22. ledna – Eduard Marek, skaut a politický vězeň (* 17. března 1917)
- 23. ledna – Radan Dolejš, scenárista, hudebník, historik a dramaturg (* 9. dubna 1964)
- 26. ledna – Roman Ráž, spisovatel, dramatik, dramaturg a scenárista (* 28. května 1935)
- 31. ledna – Radko Pytlík, literární historik, spisovatel, editor (* 8. října 1928)
- 3. února – Ludmila Vaňková, prozaička a autorka románů zejména s historickou tematikou (* 9. května 1927)
- 5. února – Ivan Kučírek, cyklista (* 25. listopadu 1946)
- 7. února – Jakub Gurecký, juniorský motocyklový závodník (* 8. října 2005)
- 13. února – Jan Jeník, botanik (* 6. ledna 1929)
- 17. února – František Lobkowicz, šlechtic a první biskup ostravsko-opavské diecéze (* 5. ledna 1948)
- 20. února – Jan Pavlásek, zvěrolékař a skaut (* 27. října 1923)
- 10. března
  - Alena Šrámková, architektka (* 20. června 1929)
  - Eva Zaoralová, filmová publicistka a kritička, vysokoškolská učitelka (* 28. listopadu 1932)
- 12. března – Jaroslav Wykrent, hudební skladatel, textař a hudebník (* 10. září 1943)
- 14. března – Věra Gissingová, spisovatelka, jedno z „Wintonových dětí“ (* 4. července 1928)
- 31. března – Jan Knaisl, pedagog a publicista (* 14. prosince 1947)
- 3. dubna – Zdeněk Janík, básník (* 7. října 1923)
- 7. dubna – Josef Alois Náhlovský, herec, komik a bavič (* 15. prosince 1949)
- 15. dubna – Vlasta Pospíšilová, scenáristka, animátorka a režisérka (* 18. února 1935)
- 20. dubna – Antonín Kachlík, režisér a filmový pedagog (* 26. února 1923)
- 2. května – Radim Uzel, sexuolog a pedagog (* 27. března 1940)
- 3. května – Meda Mládková, historička umění, sběratelka a mecenáška (* 8. září 1919)
- 11. května – Vlastislav Toman, novinář, spisovatel dobrodružných knih a scenárista komiksů (* 17. července 1929)
- 16. května – Josef Abrhám, herec (* 14. prosince 1939)
- 11. června – Stanislav Fišer, herec (* 14. prosince 1931)
- 12. června – Věslav Michalik, politik a fyzik (* 1. března 1963)
- 14. června – Dalimil Klapka, herec (* 22. května 1933)
- 18. června – Zdeněk Velíšek, novinář (* 23. února 1933)
- 22. června – Ján Zákopčaník, moderátor a meteorolog (* 7. září 1958)
- 29. června – Blanka Kulínská, sbormistryně a pedagožka (* 11. ledna 1935)
- 30. června – Drahomíra Drobková, operní pěvkyně (* 28. února 1935)
- 8. července – Libor Krejcar, sochař (* 22. srpna 1961)
- 14. července
  - Ivana Trumpová, modelka, lyžařka a podnikatelka (* 20. února 1949)
  - Jiří Večerek, fotbalista (* 4. srpna 1943)
- 21. července – Milan Dvořák, fotbalista (* 19. listopadu 1934)
- 23. července – Jan Jůn, novinář (* 30. června 1945)
- 28. července – Zdeněk Kepák, hokejista (* 24. prosince 1937)
- 1. srpna – Eduard Parma, hudební skladatel (* 10. ledna 1950)
- 5. srpna
  - Karel Richter, herec (* 28. května 1926)
  - Felix Kolmer, vědec, profesor v oboru akustiky, skaut, přeživší holokaustu (* 3. května 1922)
- 26. srpna – Hana Zagorová, zpěvačka, textařka a herečka (* 6. září 1946)
- 31. srpna – Ivar Otruba, krajinářský architekt (* 18. srpna 1933)
- 2. září – Vladimír Medek, ekonom a překladatel (* 11. května 1940)
- 19. září – Vladimír Podborský, archeolog (* 10. září 1932)
- 3. října – Jana Gazdíková, herečka (* 14. září 1943)
- 11. října – Jaroslav Čejka, herec a tanečník (* 22. července 1936)
- 15. října – Valentina Thielová, herečka (* 12. března 1933)
- 16. října – Josef Somr, herec (* 15. dubna 1934)
- 20. října – Jiří Markovič, policista, spisovatel a šéf 1. oddělení (* 16. listopadu 1942)
- 22. října – Otmar Brancuzský, herec a dabér (* 13. února 1956)
- 23. října – Libor Pešek, dirigent (* 22. června 1933)
- 25. října – Zuzana Burianová, herečka a zpěvačka (* 2. října 1947)
- 31. října – Michal Ambrož, zpěvák a kytarista (* 23. ledna 1954)
- 8. listopadu – Marie Poledňáková, režisérka (* 7. září 1941)
- 13. listopadu – Věra Jordánová, herečka a režisérka (* 15. dubna 1928)
- 14. listopadu
  - Pavel Vaculík, hudební skladatel (* 21. ledna 1949)
  - Jan Nekovář, matematik (* 1963)
- 15. listopadu – Jaromír Jágr starší, hokejista a sportovní funkcionář, otec Jaromíra Jágra (* 9. září 1940)
- 28. listopadu – Zdeněk Hrabica, spisovatel literatury faktu, publicista a novinář (* 25. října 1936)
- 15. prosince – Marie Švirgová, folkloristka a malérečka (* 2. července 1936)
- 16. prosince – Antonín Bajaja, spisovatel (* 30. května 1942)
- 18. prosince – Ladislav Trojan, herec (* 1. srpna 1932)
- 25. prosince – Martin Těšitel, dabingový režisér (* 8. ledna 1964)
- 28. prosince – František Jursa, cyklista a trenér (* 1. května 1933)

### Svět

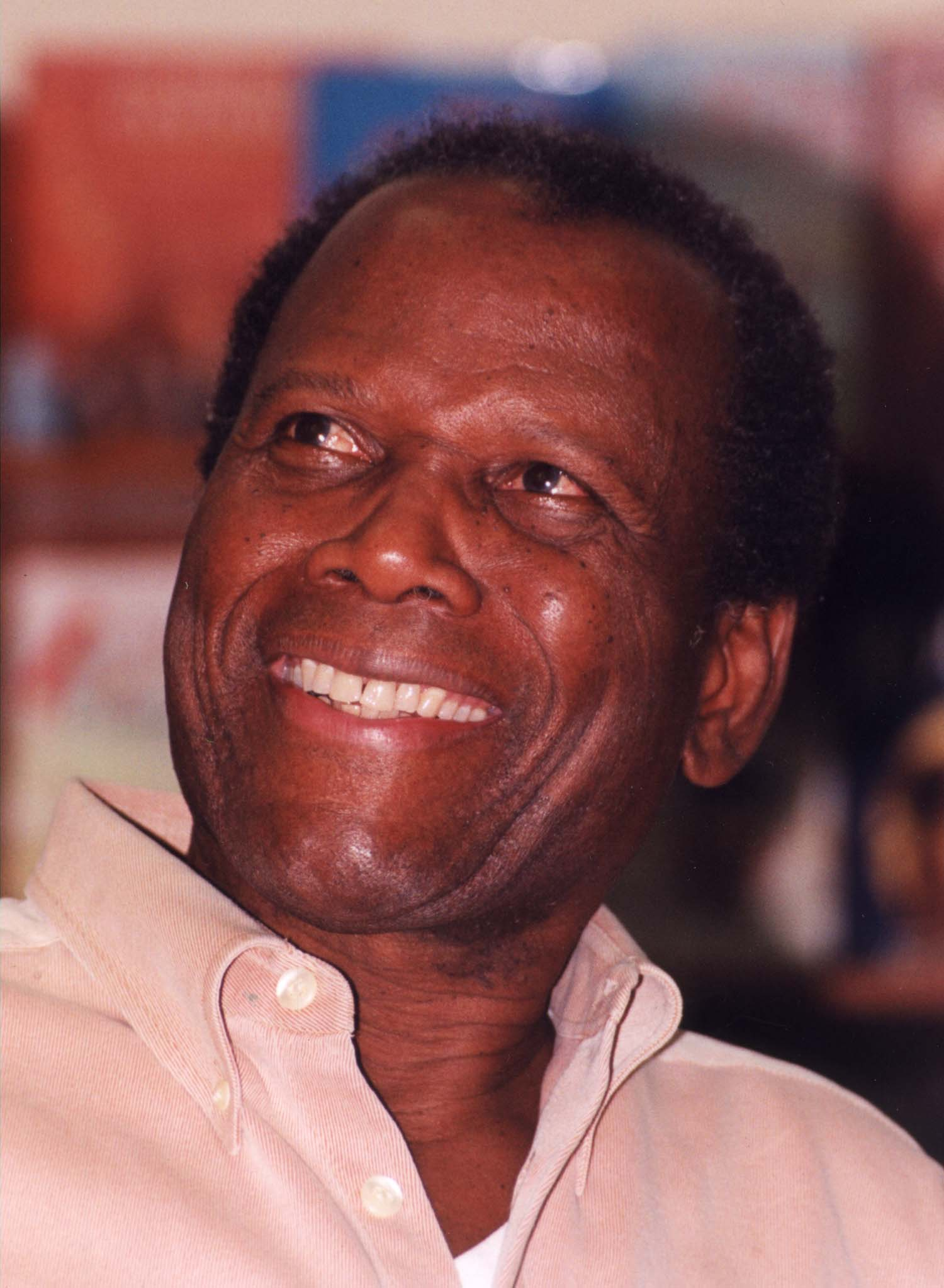
Sidney Poitier († 6. ledna)

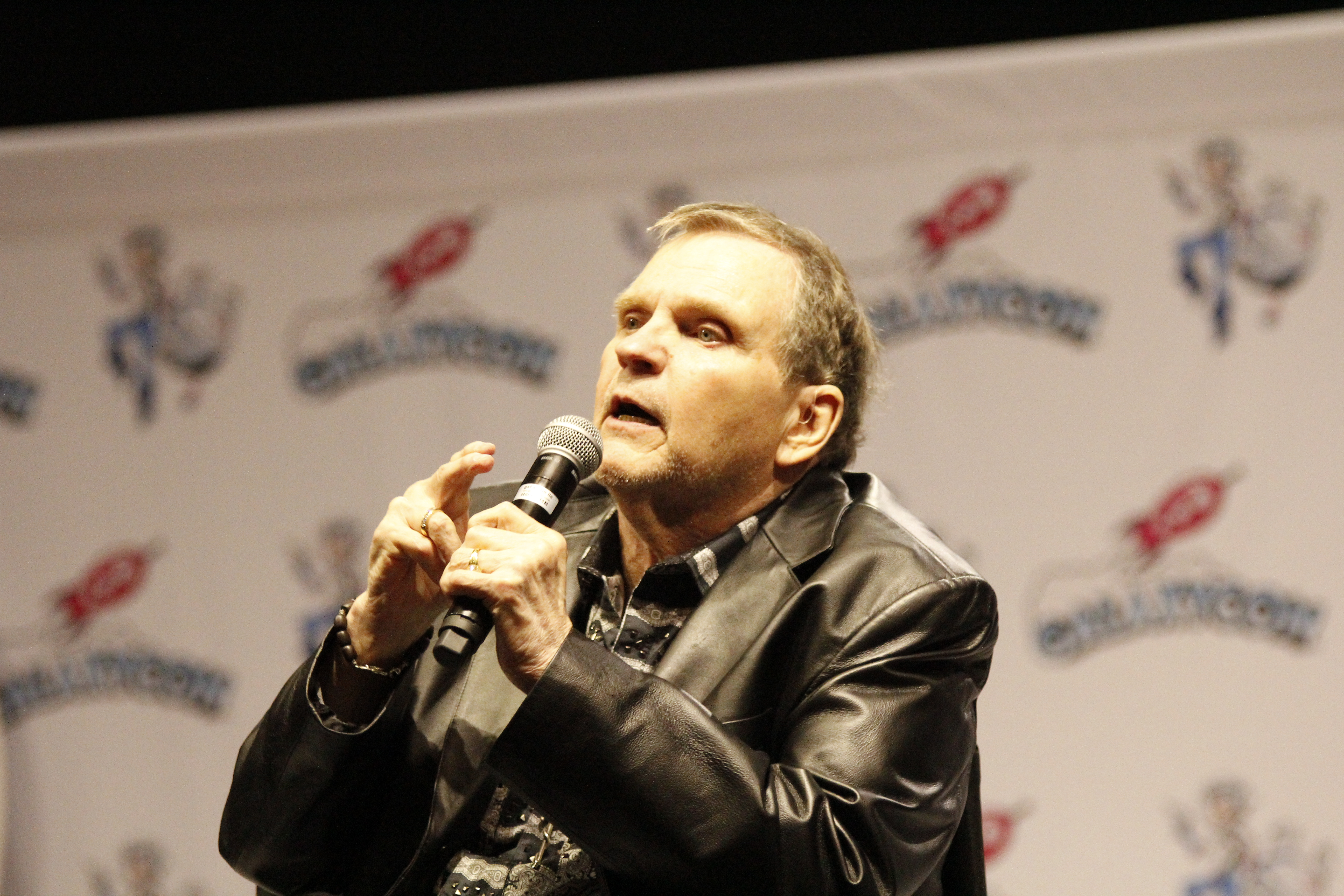
Meat Loaf († 20. ledna)

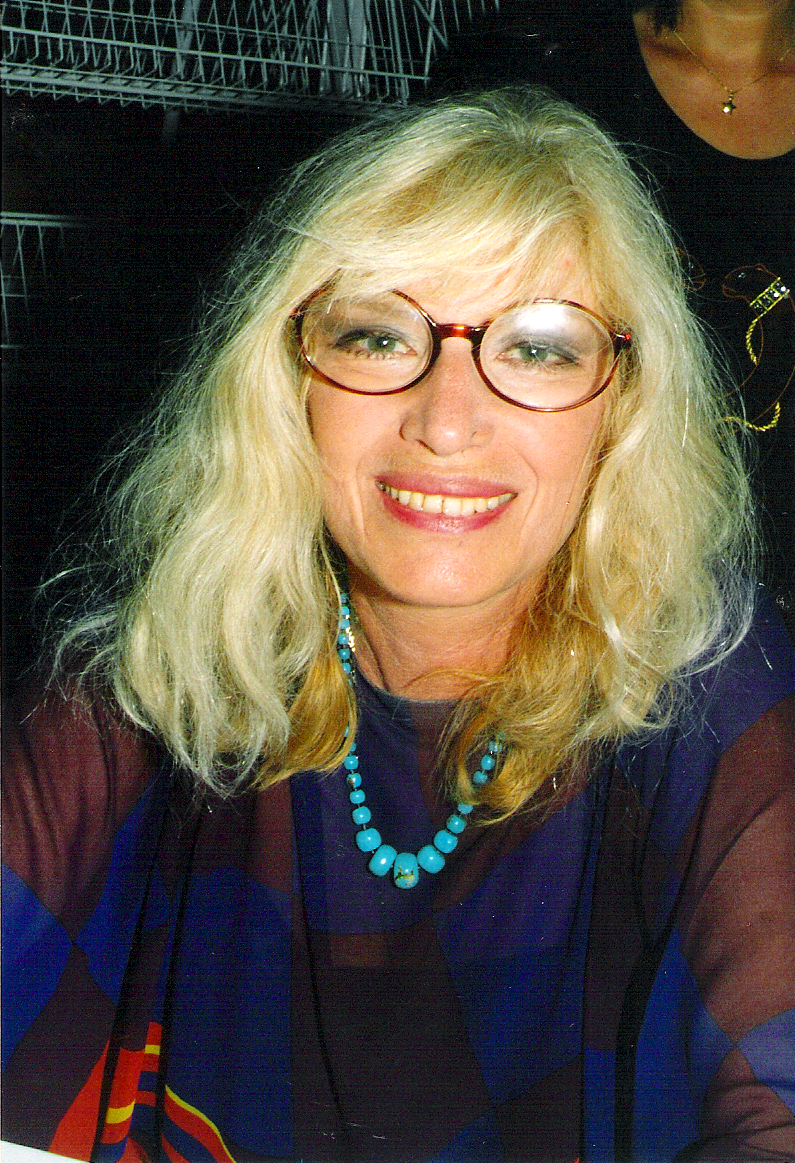
Monica Vittiová († 2. února)

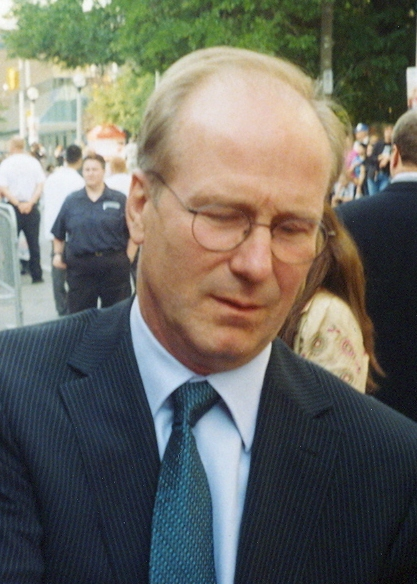
William Hurt († 13. března)

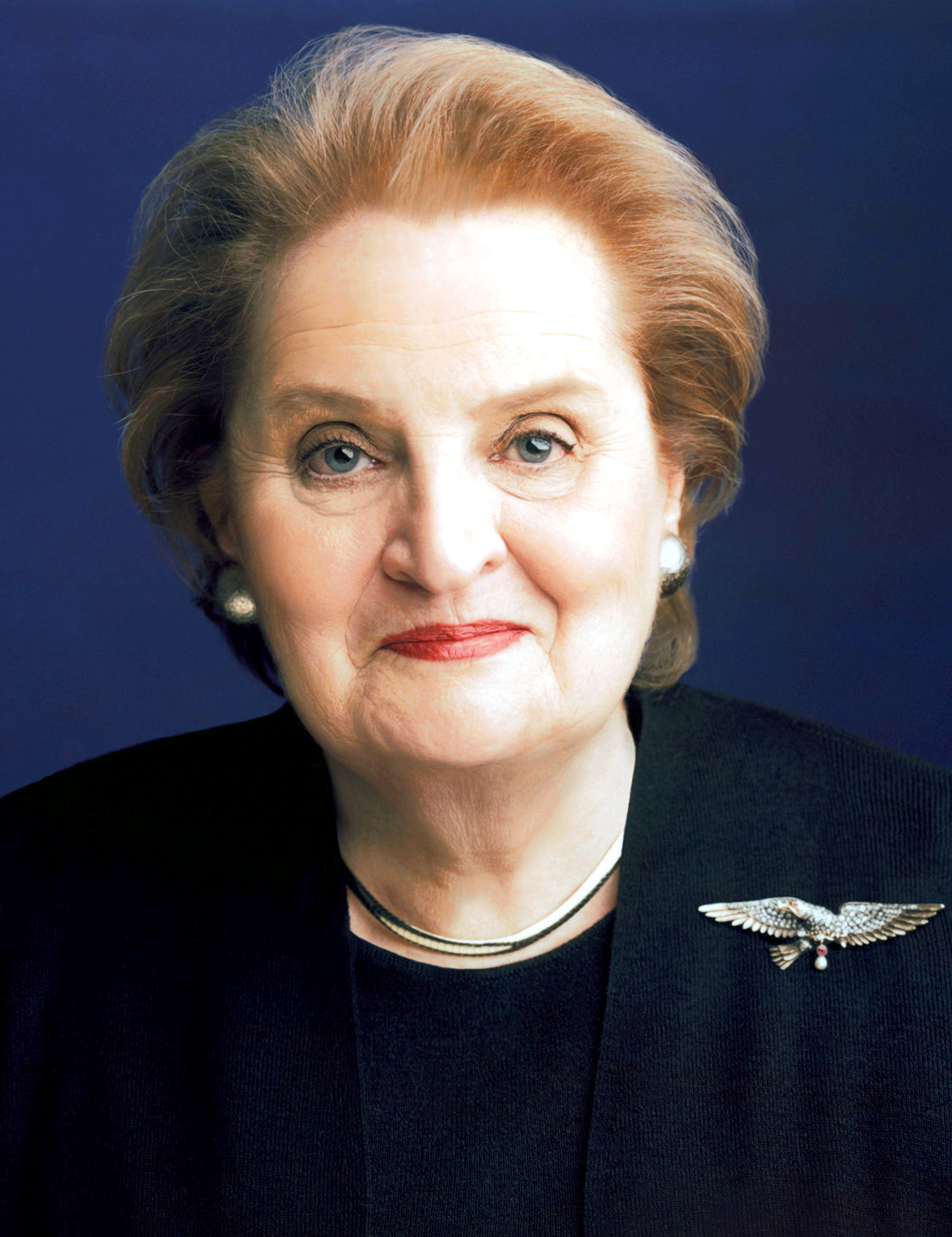
Madeleine Albrightová († 23. března)

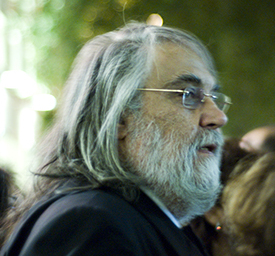
Vangelis († 17. května)

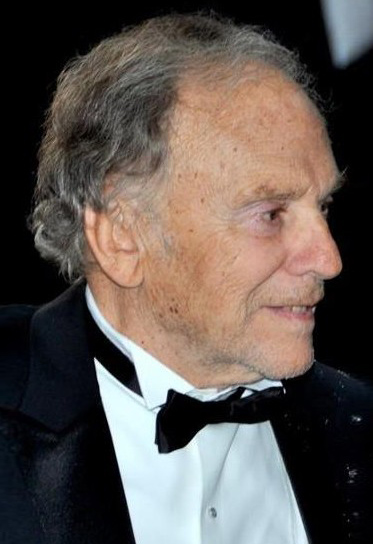
Jean-Louis Trintignant († 17. června)

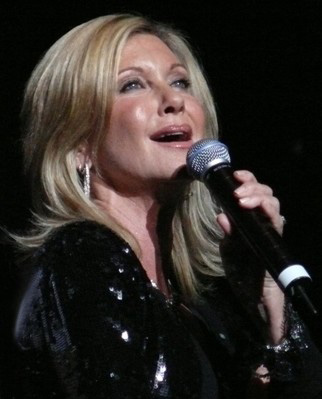
Olivia Newton-Johnová († 8. srpna)

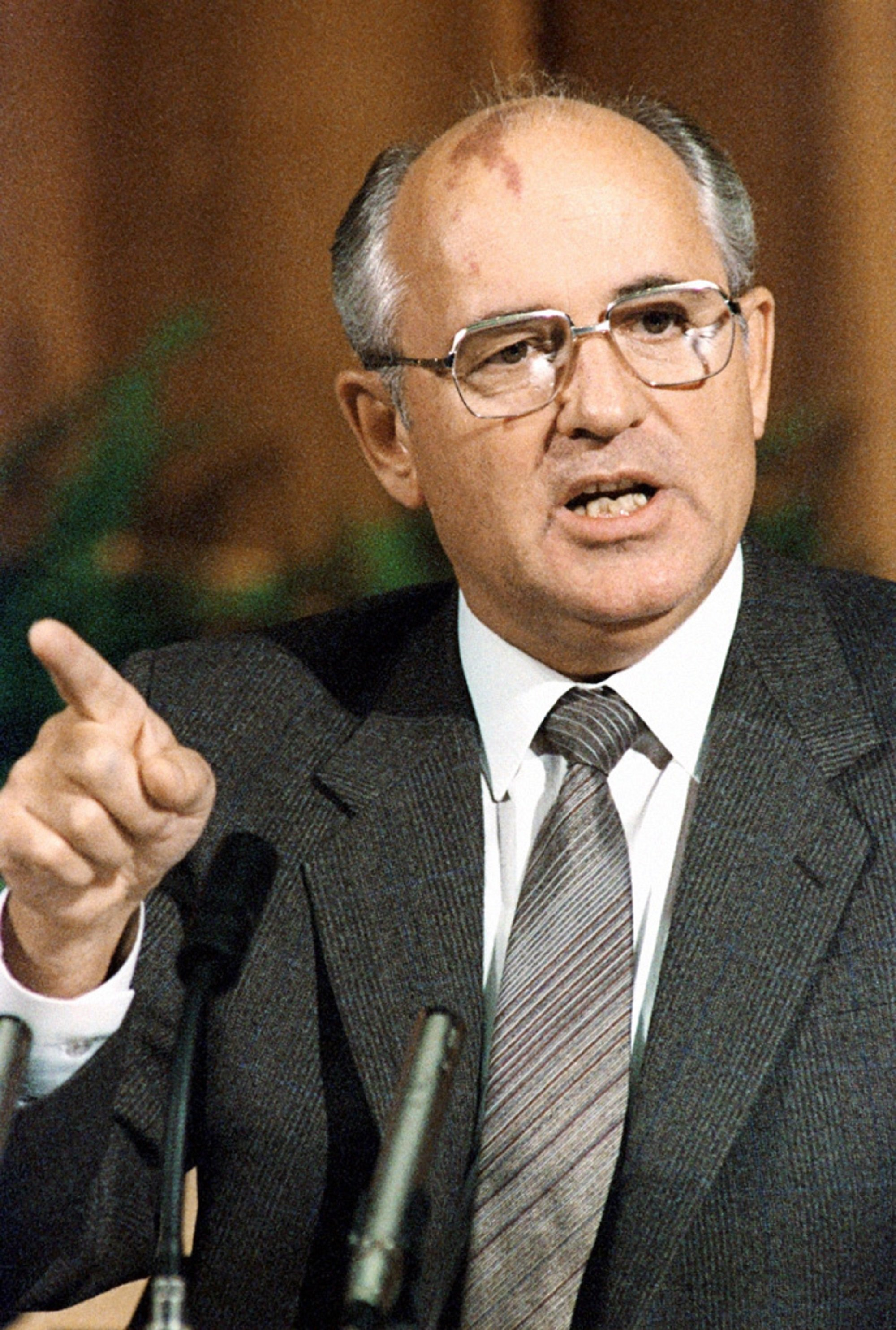
Michail Gorbačov († 30. srpna)

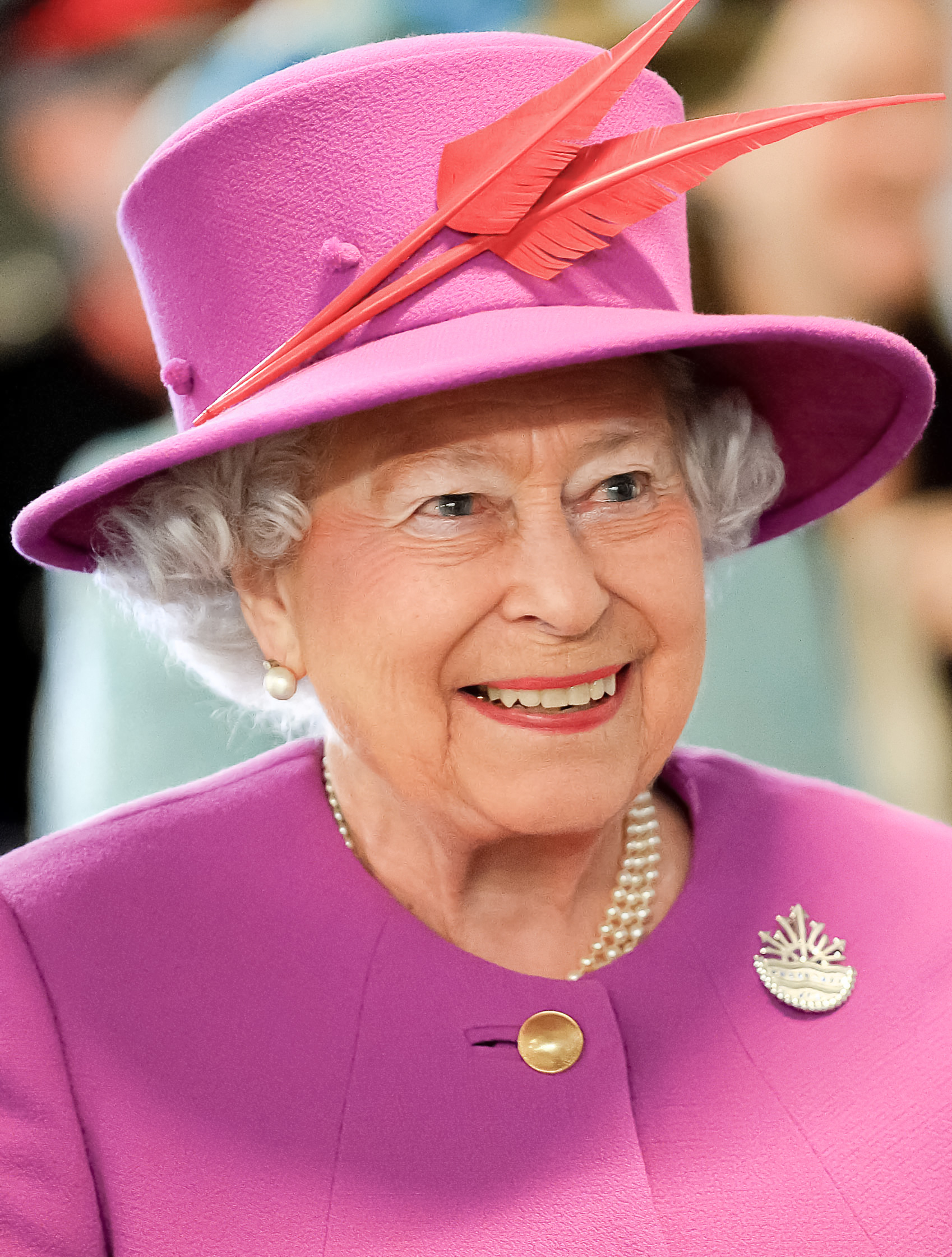
Alžběta II. († 8. září)

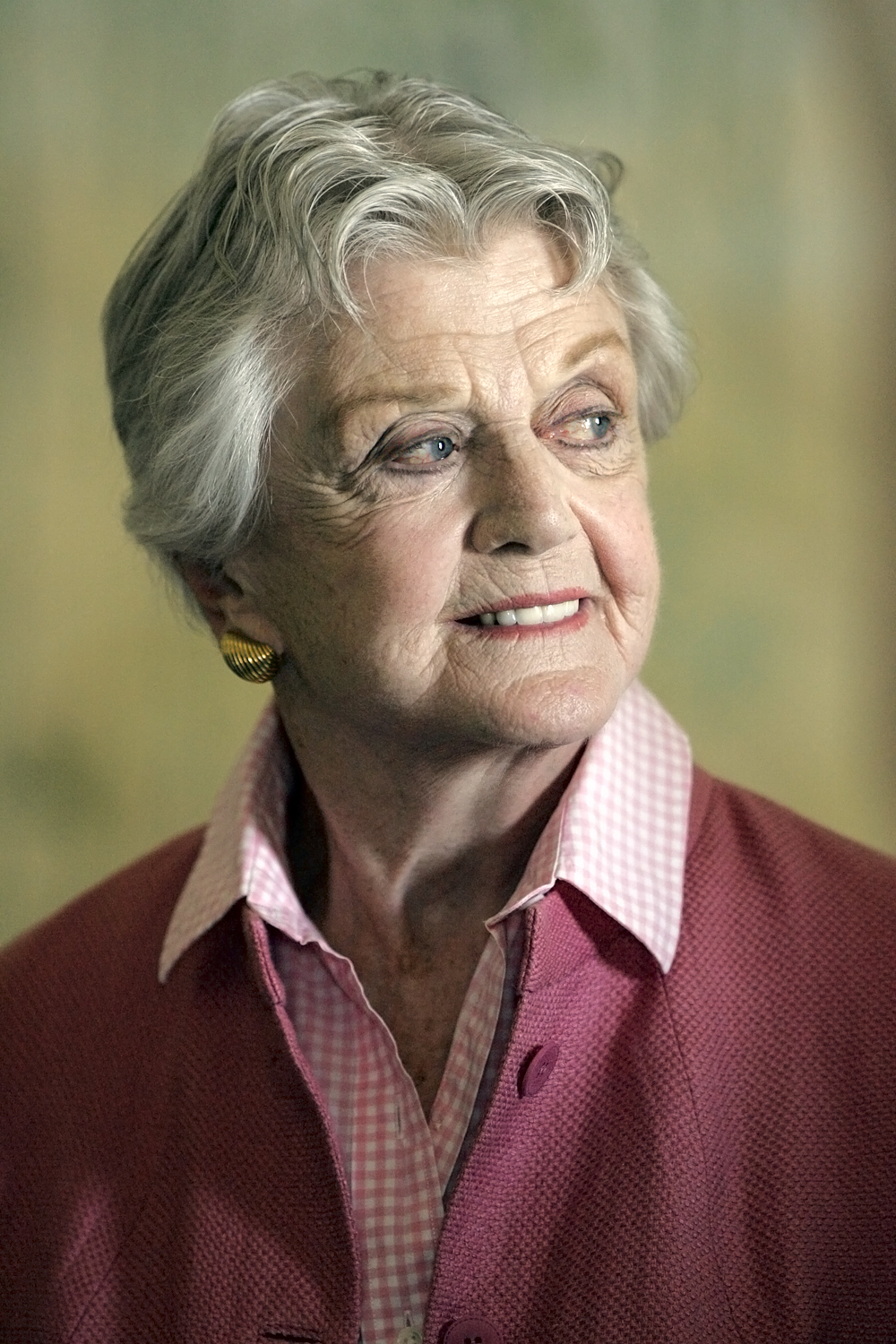
Angela Lansburyová († 11. října)

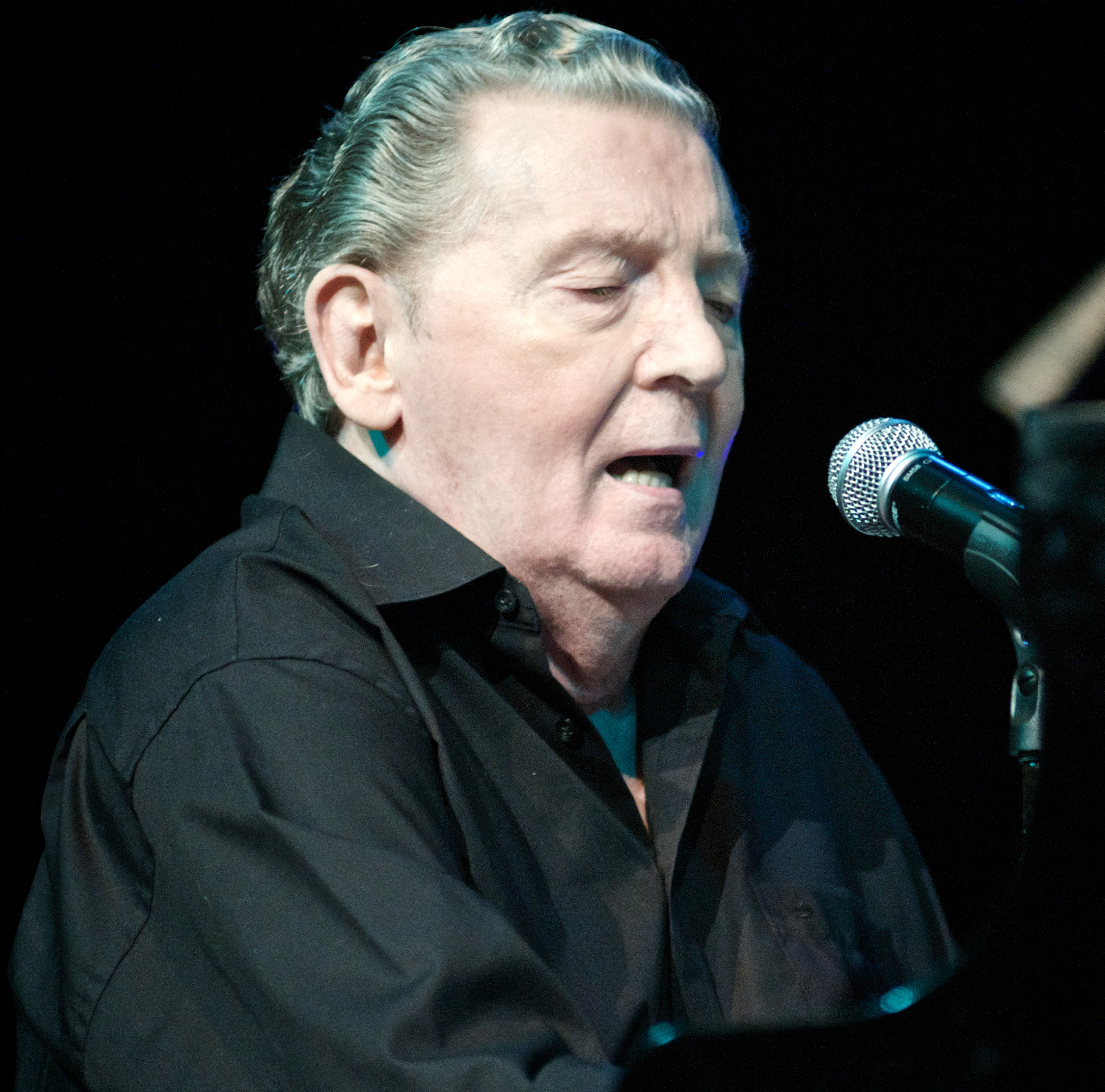
Jerry Lee Lewis († 28. října)

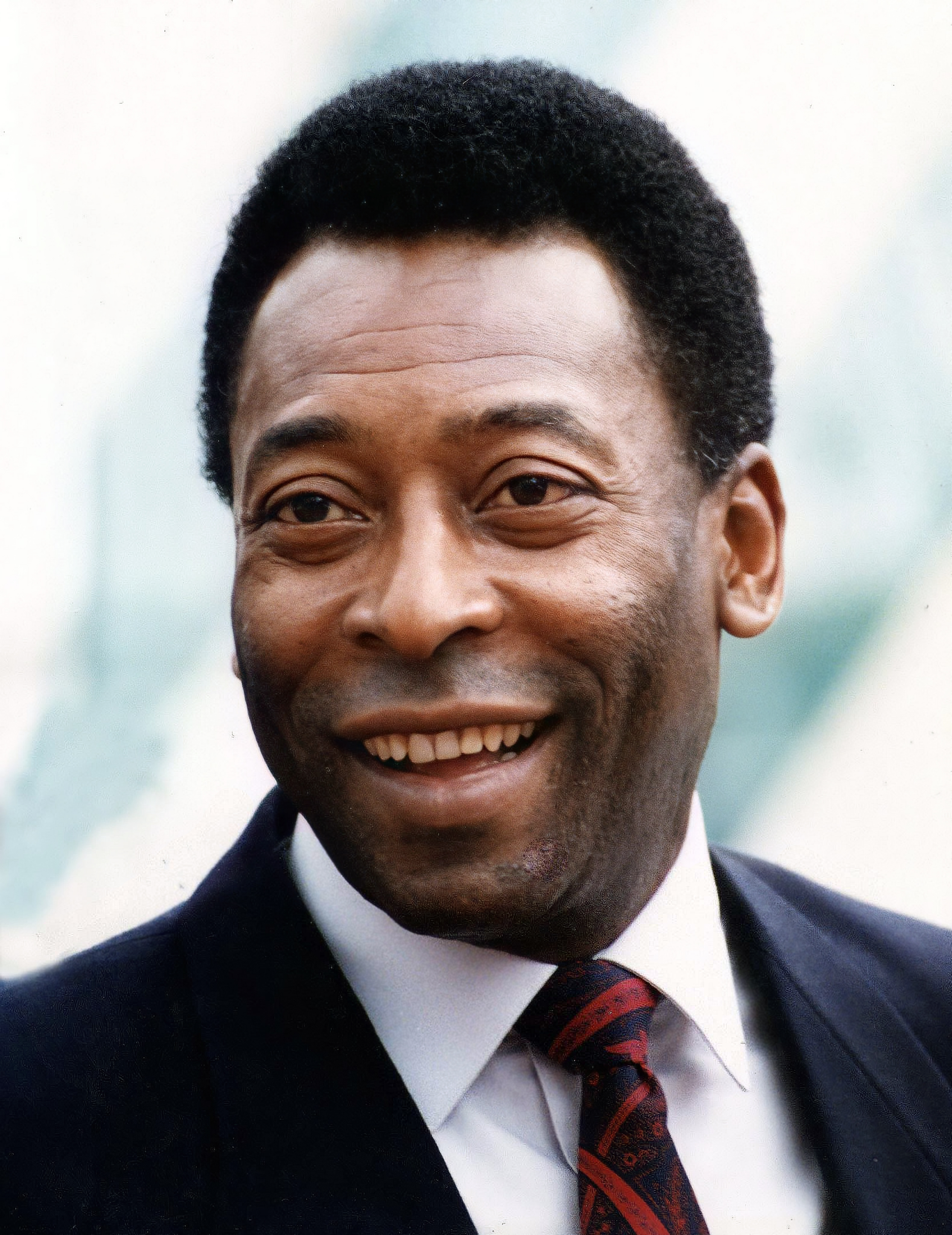
Pelé († 29. prosince)

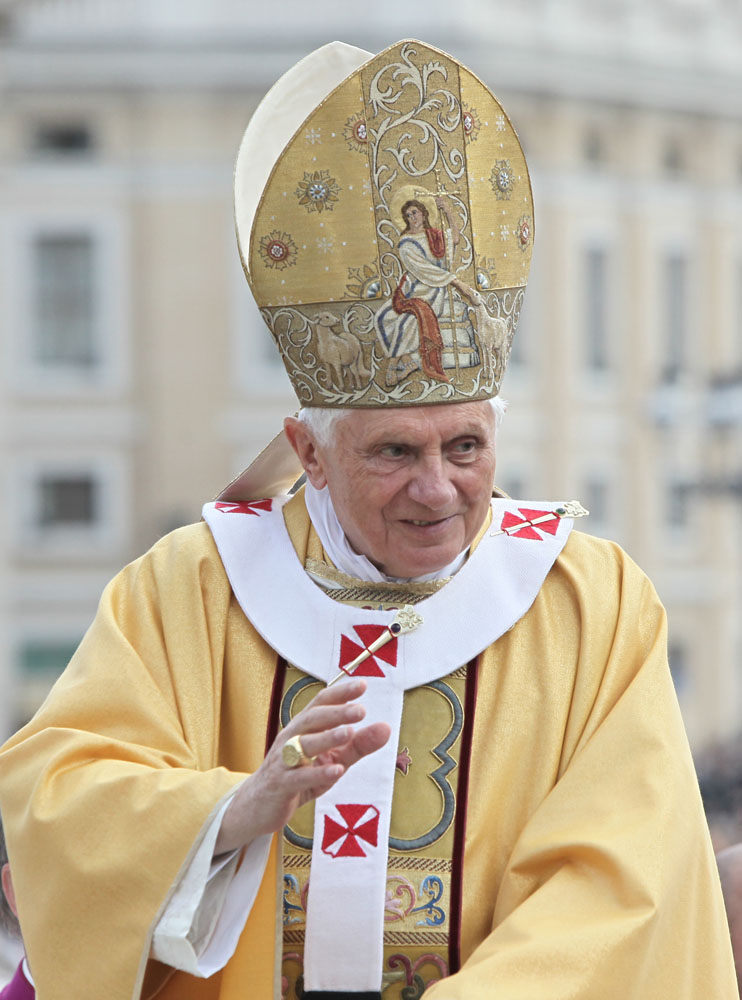
Benedikt XVI. († 31. prosince)

- 2. ledna – Richard Leakey, keňský politik a paleontolog (* 19. prosince 1944)
- 3. ledna – Viktor Sanějev, sovětský trojskokan gruzínské národnosti (* 3. října 1945)
- 4. ledna – Rolf-Dieter Amend, německý vodní slalomář a trenér rychlostních kanoistů (* 21. března 1949)
- 5. ledna
  - Olga Szabóová-Orbánová, rumunská sportovní šermířka (* 9. října 1938)
  - Enrico Berti, italský filozof (* 3. listopadu 1935)
- 6. ledna – Sidney Poitier, americký herec, producent, režisér a aktivista (* 20. února 1927)
- 8. ledna – Michael Lang, americký koncertní promotér (* 12. prosince 1944)
- 9. ledna
  - Bob Saget, americký herec a moderátor (* 17. května 1956)
  - Tošiki Kaifu, japonský politik (* 2. ledna 1931)
  - Maria Ewingová, americká operní pěvkyně (* 27. března 1950)
- 10. ledna – Aura Herzogová, izraelská aktivistka a první dáma (* 24. prosince 1924)
- 11. ledna – David Sassoli, italský politik a novinář, předseda Evropského parlamentu (* 30. května 1956)
- 12. ledna
  - Ronnie Spectorová, americká zpěvačka (* 10. srpna 1943)
  - Everett Lee, americký dirigent (* 31. srpna 1916)
- 14. ledna – Alice von Hildebrand, americká filozofka (* 11. března 1923)
- 16. ledna – Ibrahim Boubacar Keïta, malijský prezident (* 29. ledna 1945)
- 18. ledna – Francisco Gento, španělský fotbalista (* 21. října 1933)
- 19. ledna
  - Hans-Jürgen Dörner, východoněmecký fotbalista (* 25. ledna 1951)
  - Gaspard Ulliel, francouzský herec (* 25. listopadu 1984)
- 20. ledna
  - Meat Loaf, americký zpěvák a herec (* 27. září 1947)
  - Heidi Bieblová, německá alpská lyžařka (* 17. února 1941)
  - Elza Soaresová, brazilská zpěvačka (* 23. června 1930)
- 21. ledna – Clark Gillies, kanadský hokejista (* 7. dubna 1954)
- 25. ledna – Wim Jansen, nizozemský fotbalista (* 28. října 1946)
- 28. ledna – Paolo Gioli, italský režisér a fotograf (* 12. října 1942)
- 29. ledna – Kohei Jošijuki, japonský fotograf (* 1946)
- 31. ledna – Voldemaras Novickis sovětský házenkář (* 22. února 1956)
- 2. února
  - László Szigeti, slovenský politik (* 3. srpna 1957)
  - Monica Vittiová, italská herečka (* 3. listopadu 1931)
- 6. února – Ronnie Hellström, švédský fotbalový brankář (* 21. února 1945)
- 7. února – Ivan Hudec, slovenský politik, spisovatel a dramatik (* 10. července 1947)
- 8. února – Luc Montagnier, francouzský virolog, nositel Nobelovy ceny (* 18. srpna 1932)
- 9. února – Ian McDonald, britský hudebník (* 25. června 1946)
- 10. února
  - Eduard Kukan, slovenský ministr zahraničí, diplomat a poslanec (* 26. prosince 1939)
  - Nikolaj Manošin, ruský fotbalista (* 6. března 1938)
- 12. února
  - Zinaida Kirijenková, ruská herečka (* 9. července 1933)
  - Ivan Reitman, slovensko-kanadský režisér a producent (* 27. října 1946)
- 14. února – Julio Morales, uruguayský fotbalista (* 16. února 1945)
- 17. února – Máté Fenyvesi, maďarský fotbalový záložník a politik (* 19. září 1933)
- 19. února – Gary Brooker, britský zpěvák a klávesista (* 29. května 1945)
- 22. února – Mark Lanegan, americký rockový hudebník, zpěvák a autor písní (* 25. listopadu 1964)
- 24. února
  - Sally Kellermanová, americká herečka a zpěvačka (* 2. června 1937)
  - Vitalij Skakun, ukrajinský mariňák a válečný hrdina (* 19. srpna 1996)
- 1. března – Jevhen Malyšev, ukrajinský biatlonista, obránce Charkova (* 10. března 2002)
- 9. března – Inge Deutschkronová, německo-izraelská novinářka (* 23. srpna 1922)
- 10. března – Jürgen Grabowski, německý fotbalista (* 7. července 1944)
- 11. března – Rupiah Banda, zambijský politik a prezident (* 13. února 1937)
- 13. března
  - Vic Elford, britský automobilový závodník (* 10. června 1935)
  - William Hurt, americký herec (* 20. března 1950)
  - Brent Renaud, americký novinář, spisovatel, dokumentarista a fotožurnalista (* 2. října 1971)
  - Micaela Cousiñová y Quiñonesová de León, chilsko-španělská šlechtična, hraběnka pařížská (* 30. dubna 1938)
- 14. března – Ľubomír Roman, slovenský herec, podnikatel a politik (* 12. dubna 1944)
- 23. března – Madeleine Albrightová, americká ministryně zahraničí (* 15. května 1937)
- 25. března – Taylor Hawkins, americký hudebník (* 17. února 1972)
- 27. března
  - Titus Buberník, slovenský fotbalista (* 12. října 1933)
  - Ajaz Mutalibov, ázerbájdžánský politik (* 12. května 1938)
- 5. dubna – Sidney Altman, kanadsko-americký chemik, nositel Nobelovy ceny (* 7. května 1939)
- 13. dubna – Michel Bouquet, francouzský herec (* 6. listopadu 1925)
- 15. dubna – Mike Bossy, kanadský lední hokejista (* 22. ledna 1957)
- 18. dubna – Hermann Nitsch, rakouský výtvarník (* 19. srpna 1938)
- 19. dubna – Kane Tanakaová, druhý nejstarší žijící člověk v historii lidstva (* 2. ledna 1903)
- 21. dubna – Mwai Kibaki, keňský politik (* 15. listopadu 1931)
- 7. května – Jurij Averbach, ruský šachista (* 8. února 1922)
- 10. května – Leonid Kravčuk, ukrajinský politik (* 10. ledna 1934)
- 13. května – Chalífa bin Zájid Ál Nahján, prezident Spojených arabských emirátů (* 7. září 1948)
- 17. května – Vangelis, řecký instrumentalista a hudební skladatel (* 29. března 1943)
- 26. května – Ray Liotta, americký herec (* 18. prosince 1954)
- 1. června
  - István Szőke, maďarský fotbalista (* 13. února 1947)
  - Takejoši Tanuma, japonský fotograf (* 18. února 1929)
- 6. června – Valerij Rjumin, ruský kosmonaut (* 16. srpna 1939)
- 11. června – Bernd Bransch, východoněmecký fotbalista (* 24. září 1944)
- 12. června – Phil Bennett, velšský ragbista (* 24. října 1948)
- 17. června – Jean-Louis Trintignant, francouzský herec (* 11. prosince 1930)
- 20. června – James Bardeen, americký fyzik (* 9. května 1939)
- 21. června – Patrizia Cavalli, italská básnířka (* 17. dubna 1947)
- 22. června
  - Jonny Nilsson, švédský rychlobruslař (* 9. února 1943)
  - Jüri Tarmak, estonský výškař (* 21. července 1946)
- 23. června
  - Stien Baasová-Kaiserová, nizozemská rychlobruslařka (* 20. května 1938)
  - Jurij Vasiljevič Šatunov, ruský zpěvák (* 6. září 1973)
- 1. července
  - Technoblade, americký youtuber a streamer (oznámeno v tento den)[1] (* 1. června 1999)
- 4. července – Cláudio Hummes, brazilský kardinál (* 8. srpna 1934)
- 5. července
  - Manny Charlton, skotský kytarista (* 25. července 1941)
  - Arne Åhman, švédský atlet, trojskokan (* 4. února 1925)
- 6. července – James Caan, americký herec (* 26. března 1940)
- 8. července
  - Šinzó Abe, japonský politik a premiér (* 21. září 1954)
  - José Eduardo dos Santos, angolský exprezident (* 28. srpna 1942)
  - Luis Echeverría, mexický politik (* 17. ledna 1922)
- 9. července
  - Barbara Thompson, anglická saxofonistka (* 27. července 1944)
  - András Törőcsik, maďarský fotbalista (* 1. května 1955)
- 10. července – Ján Solovič, slovenský spisovatel (* 8. března 1934)
- 14. července
  - Erica Pedretti, švýcarská spisovatelka (* 25. února 1930)
  - Pleun Strik, nizozemský fotbalista (* 27. května 1944)
- 15. července – Lourdes Grobetová, mexická fotografka (* 25. července 1940)
- 18. července – Claes Oldenburg, švédsko-americký sochař (* 28. ledna 1929)
- 21. července – Uwe Seeler, německý fotbalista (* 5. listopadu 1936)
- 25. července – David Trimble, britský politik, nositel Nobelovy ceny (* 15. října 1944)
- 26. července – James Lovelock, environmentalista, autor teorie Gaia (* 26. července 1919)
- 30. července
  - Juris Hartmanis, americký informatik (* 5. července 1928)
  - Nichelle Nicholsová, americká zpěvačka a herečka (* 28. prosince 1932)
  - Pat Carroll, americká herečka a komička (* 5. května 1927)
- 31. července
  - Ajman az-Zaváhirí, islámský lékař a vůdce Al-Káidy (* 19. června 1951)
  - Fidel Ramos, filipínský exprezident (* 18. března 1928)
  - Bill Russell, americký basketbalista (* 12. února 1934)
- 5. srpna – Issei Mijake, japonský módní návrhář (* 22. dubna 1938)
- 7. srpna – Anatolij Filipčenko, ruský vojenský letec a kosmonaut (* 26. února 1928)
- 8. srpna
  - Lamont Dozier, americký skladatel a hudební producent (* 16. června 1941)
  - Olivia Newton-Johnová, australská herečka (* 26. září 1948)
  - Zofia Posmysz, polská spisovatelka a scenáristka (* 23. srpna 1923)
  - Jozef Tomko, slovenský kardinál (* 11. března 1924)
- 9. srpna – Fernando Chalana, portugalský fotbalista (* 26. února 1928)
- 11. srpna – Jean-Jacques Sempé, francouzský ilustrátor (* 17. srpna 1932)
- 12. srpna
  - Anne Heche, americká herečka (* 25. května 1969)
  - Wolfgang Petersen, německý filmový režisér (* 14. března 1941)
  - Vjačeslav Semjonov, ukrajinský fotbalista (* 18. srpna 1947)
- 18. srpna
  - Rolf Kühn, německý klarinetista a saxofonista (* 29. září 1929)
  - Herbert Mullin, americký sériový vrah (* 18. dubna 1947)
- 20. srpna – Darja Duginová, ruská novinářka (* 15. prosince 1992)
- 23. srpna – Creed Taylor, americký hudební producent (* 13. května 1929)
- 30. srpna
  - Gheorghe Berceanu, rumunský zápasník (* 18. srpna 1949)
  - Michail Gorbačov, generální tajemník ÚV KSSS v letech 1985–1991 a jediný prezident SSSR (* 2. března 1931)
  - Don Lind, americký astronaut (* 18. května 1930)
- 31. srpna – Alexander Horváth, slovenský fotbalista (* 28. prosince 1938)
- 1. září
  - Ľudovít Komadel, slovenský plavec (* 1. listopadu 1927)
  - Ravil Maganov, ruský manažer (* 25. září 1954)
- 2. září – Frank Drake, americký astrofyzik (* 28. května 1930)
- 4. září
  - Boris Lagutin, sovětský boxer (* 24. června 1938)
  - Peter Straub, americký spisovatel (* 2. března 1943)
- 7. září
  - Piet Schrijvers, nizozemský fotbalista (* 15. prosince 1946)
  - Valerij Poljakov, sovětský kosmonaut (* 27. dubna 1942)
- 8. září – Alžběta II., královna Spojeného království a 14 dalších zemí (* 21. dubna 1926)
- 10. září – William Klein, americký fotograf (* 19. dubna 1926)
- 11. září
  - Javier Marías, španělský romanopisec (* 20. září 1951)
  - Alain Tanner, švýcarský režisér (* 6. prosince 1929)
- 12. září – Ramsey Lewis, americký klavírista (* 27. května 1935)
- 13. září – Jean-Luc Godard, francouzsko-švýcarský režisér a scenárista (* 3. prosince 1930)
- 14. září
  - Irene Papasová, řecká herečka (* 3. září 1926)
  - Mária Wittner, maďarská politička (* 9. června 1937)
- 23. září
  - Franciszek Pieczka, polský herec (* 18. ledna 1928)
  - Louise Fletcherová, americká herečka (* 22. července 1934)
- 28. září – Coolio, americký rapper a herec (* 1. srpna 1963)
- 2. října – Sacheen Littlefeather, americká herečka a aktivistka (* 14. listopadu 1946)
- 11. října – Angela Lansburyová, britsko-americká herečka a zpěvačka (* 16. října 1925)
- 13. října – James McDivitt, americký vojenský letec a astronaut (* 10. června 1929)
- 14. října
  - Robbie Coltrane, skotský herec a komik (* 30. března 1950)
  - Ralf Wolter, německý herec a komik (* 26. listopadu 1926)
- 16. října – Lodewijk van den Berg, americký astronaut (* 24. března 1932)
- 18. října
  - Ole Ellefsæter, norský běžec na lyžích, dvojnásobný olympijský vítěz (* 15. února 1939)
  - Robert Gordon, americký rockabilly zpěvák (* 29. března 1947)
- 22. října – Dietrich Mateschitz, rakouský podnikatel, spoluzakladatel společnosti Red Bull GmbH (* 20. května 1944)
- 24. října
  - Ashton Carter, americký politik (* 24. září 1954)
  - Tomasz Wójtowicz, polský volejbalista (* 22. září 1953)
- 28. října – Jerry Lee Lewis, americký zpěvák, skladatel a pianista (* 29. září 1935)
- 1. listopadu – Takeoff, americký rapper (* 18. června 1994)
- 5. listopadu – Aaron Carter, americký zpěvák (* 7. prosince 1987)
- 7. listopadu – Leslie Phillips, britský herec (* 20. dubna 1924)
- 8. listopadu – Dan McCafferty, skotský zpěvák (* 14. října 1946)
- 10. listopadu
  - Nik Turner, anglický hudebník (* 26. srpna 1940)
  - Alfredo Torres, mexický fotbalista (* 31. května 1931)
  - Hervé Télémaque, francouzský malíř a grafik (* 5. listopadu 1937)
- 11. listopadu – Ian Campbell, chilský ragbista (* 15. května 1928)
- 13. listopadu – Jerzy Kronhold, polský básník, diplomat a aktivista (* 24. ledna 1946)
- 16. listopadu – Gerhard Rodax, rakouský fotbalista (* 29. srpna 1965)
- 17. listopadu – Frederick Brooks, americký informatik (* 19. dubna 1931)
- 19. listopadu – Greg Bear, americký spisovatel science fiction (* 20. srpna 1951)
- 25. listopadu – Irene Cara, americká zpěvačka (* 18. března 1959)
- 29. listopadu – Andrés Balanta, kolumbijský fotbalista (* 18. ledna 2000)
- 1. prosince – Mylène Demongeotová, francouzská herečka (* 29. září 1935)
- 5. prosince
  - Kirstie Alleyová, americká herečka (* 12. ledna 1951)
  - Mária Kráľovičová, slovenská herečka (* 7. června 1927)
- 10. prosince – Soňa Valentová, slovenská herečka (* 3. června 1946)
- 11. prosince – Angelo Badalamenti, americký skladatel italského původu (* 22. března 1937)
- 12. prosince – Hermann Nuber, německý fotbalista a trenér (* 10. října 1935)
- 15. prosince – Renée Colliardová, švýcarská alpská lyžařka (* 24. prosince 1933)
- 16. prosince – Siniša Mihajlović, srbský fotbalista a fotbalový trenér romského původu (* 20. února 1969)
- 17. prosince – Dieter Henrich, německý filozof (* 5. ledna 1927)
- 19. prosince – Sonya Eddy, americká herečka (* 17. června 1967)
- 22. prosince – Anton Tkáč, slovenský dráhový cyklista (* 30. března 1951)
- 23. prosince
  - George Cohen, anglický fotbalista (* 22. října 1939)
  - Maxi Jazz, anglický rapper a zpěvák (* 19. června 1957)
- 29. prosince
  - Pelé, (Edson Arantes do Nascimento) brazilský fotbalista (* 23. října 1940)
  - Vivienne Westwoodová, britská módní návrhářka (* 8. dubna 1941)
  - Maxmilián Ondřej Bádenský, německý šlechtic a podnikatel, hlava bádenské dynastie (* 3. července 1933)
- 31. prosince – Benedikt XVI., papež (* 16. dubna 1927)

## Výročí

### Výročí událostí
- 1. ledna – Vznikla tzv. Velká Praha, když k Praze byly připojeny např. Smíchov, Nusle, Košíře, Karlín, Liboc, Vokovice, Dejvice, Břevnov, Královské Vinohrady, Žižkov, … (100 let)
- 6. února – Na britský trůn usedla královna Alžběta II. (70 let)
- 20. února – V New Yorku bylo otevřeno Metropolitní muzeum umění (150 let)
- 28. února – Egypt vyhlásil nezávislost (100 let)
- 1. března – Byl vyhlášen první národní park na světě – Yellowstonský národní park (150 let)
- 3. května – Byla založena česká Wikipedie (20 let)
- 8. září – Byl založen fotbalový klub FC Baník Ostrava, původní název zněl SK Slezská Ostrava (100 let)
- 15. října – Byl zaveden Gregoriánský kalendář (440 let)
- 27.–29. října – Konal se Pochod na Řím – státní převrat díky kterému se Benito Mussolini dostal k moci v Itálii (100 let)
- 14. listopadu – Byla založena hlavní stránka české Wikipedie (20 let)
- 22. listopadu – Byla otevřena hrobka faraona Tutanchamona v Egyptě (100 let)
- 6. prosince – Irská republika získala mezinárodní uznání (100 let)
- 30. prosince – Vznikl Sovětský svaz (100 let)
- 31. prosince – Rozpad Československa (30 let)

### Výročí narození
- 6. ledna – Heinrich Schliemann, německý archeolog (200 let)
- 15. ledna – Molière, francouzský dramatik (400 let)
- 17. ledna – Betty Whiteová, americká herečka (100 let)
- 23. ledna – Jože Plečnik, slovinský architekt (150 let)
- 7. února – Jan Skácel, básník (100 let)
- 12. února – Jan Jindřich, moravský markrabě (700 let)
- 1. března – Jicchak Rabin, izraelský premiér (100 let)
- 5. března – Josef Větrovec, herec, dabér a divadelní ředitel (100 let)
- 12. března – Jack Kerouac, americký spisovatel (100 let)
- 17. března – František Peterka, herec (100 let)
- 3. dubna – Doris Dayová, americká zpěvačka, herečka a bojovnice za práva zvířat (100 let)
- 14. dubna – Stella Zázvorková, herečka (100 let)
- 23. dubna – Jiří Sequens, režisér (100 let)
- 27. dubna – Ulysses S. Grant, americký generál a politik, 18. prezident Spojených států (200 let)
- 3. května – Jiří Pleskot, herec (100 let)
- 23. května – Karel Effa, herec (100 let)
- 27. května – Christopher Lee, britský herec (100 let)
- 9. června – Petr I. Veliký, ruský car (250 let)
- 10. června – Judy Garlandová, americká herečka (100 let)
- 20. června – Josef Kemr, herec (100 let)
- 12. července – Emil Hácha, politik a právník (150 let)
- 16. července – Roald Amundsen, norský polárník (150 let)
- 20. července – Gregor Mendel, přírodovědec (200 let)
- 12. srpna – Miloš Jakeš, politik (100 let)
- 22. srpna – Miloš Kopecký, herec (100 let)
- 19. září
  - Emil Zátopek, atlet, olympionik (100 let)
  - Dana Zátopková, atletka, olympionička (100 let)
- 27. října – Michel Galabru, francouzský herec (100 let)
- 6. listopadu – František Bílek, grafik, sochař, architekt (150 let)
- 11. listopadu – Kurt Vonnegut, americký spisovatel (100 let)
- 26. listopadu – Charles Schulz, americký tvůrce komiksů (Peanuts) (100 let)
- 4. prosince – Gérard Philipe, francouzský herec (100 let)
- 24. prosince – Ava Gardner, americká herečka a zpěvačka (100 let)
- 27. prosince – Louis Pasteur, francouzský biolog (200 let)
- 28. prosince – Stan Lee, americký komiksový scenárista (100 let)
- Fridrich I. Barbarossa, římský císař (900 let)

### Výročí úmrtí
- 22. ledna – Benedikt XV., 258. papež (100 let)
- 1. dubna – Karel I., rakouský císař (100 let)
- 2. června – Josef Václav Myslbek, sochař (100 let)
- 2. srpna – Alexander Graham Bell, skotsko-americký vynálezce (100 let)
- 22. srpna – Michael Collins, irský politik, čelný představitel a jeden ze zakladatelů IRA (100 let)
- 10. listopadu – Leonid Iljič Brežněv, sovětský politik, nejvyšší představitel SSSR v letech 1964–1982 (40 let)

## Hlavy států
V tomto seznamu jsou uvedeni pouze představitelé významnějších států.

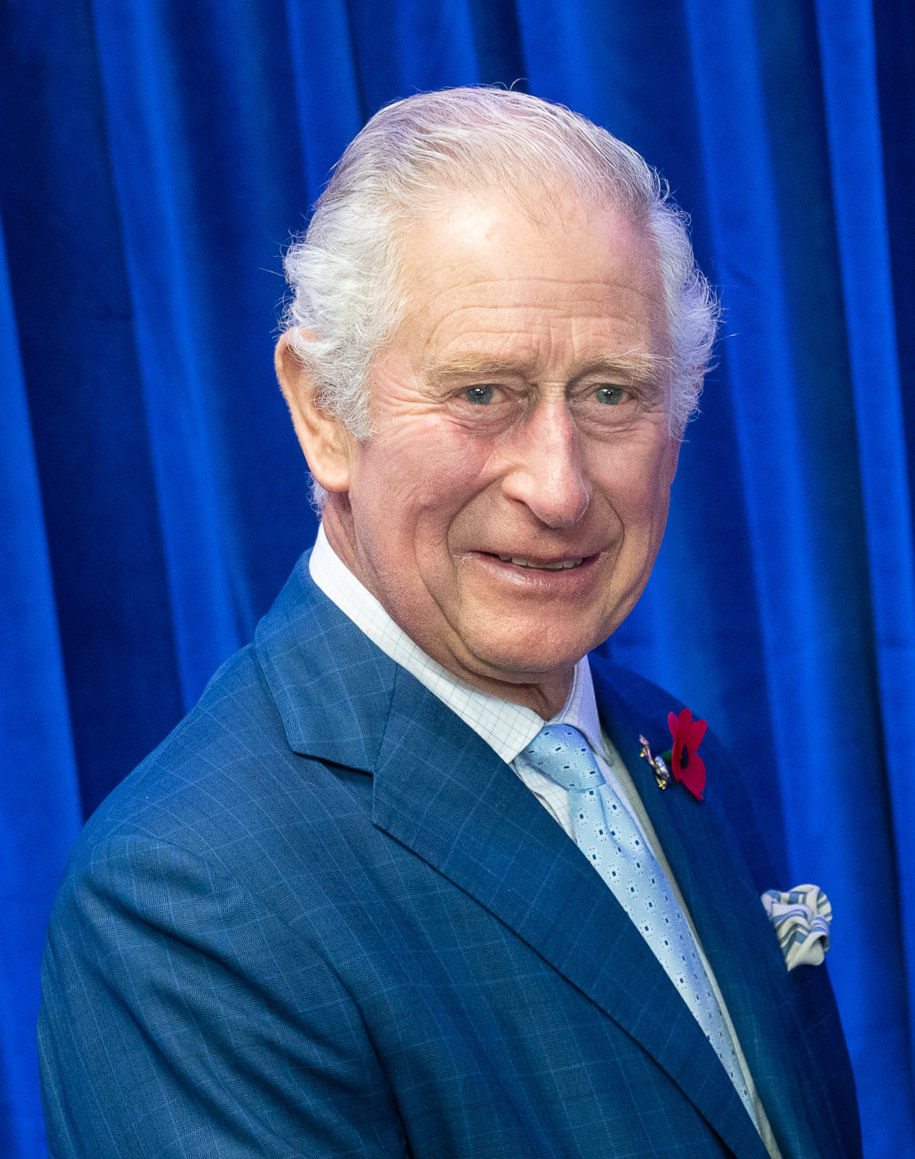
Král Spojeného království Karel III.

- Belgie – král Filip Belgický (od 2013)
- Brazílie – prezident Jair Bolsonaro (2019–2022)
- Čína – prezident Si Ťin-pching (od 2013)
- Česko – prezident Miloš Zeman (2013–2023)
- Dánsko – královna Markéta II. (1972–2024)
- Egypt – prezident Abd al-Fattáh as-Sísí (od 2014)
- Francie – prezident Emmanuel Macron (od 2017)
- Indie
  - prezident Rám Náth Kóvind (od 2017–2022)
  - prezidentka Draupadí Murmúová (od 2022)
- Itálie – prezident Sergio Mattarella (od 2015)
- Izrael – prezident Jicchak Herzog (od 2021)
- Japonsko – císař Naruhito (od 2019)
- Jihoafrická republika – prezident Cyril Ramaphosa (od 2018)
- Kanada – generální guvernérka Mary Simonová (od 2021)
- Maďarsko
  - prezident János Áder (2012–2022)
  - prezidentka Katalin Nováková (2022–2024)
- Mexiko – prezident Andrés Manuel López Obrador (2018–2024)
- Německo – prezident Frank-Walter Steinmeier (od 2017)
- Nizozemsko – král Vilém-Alexandr (od 2013)
- Polsko – prezident Andrzej Duda (2015–2025)
- Rakousko – prezident Alexander Van der Bellen (od 2017)
- Rusko – prezident Vladimir Putin (od 2012)
- Slovensko – prezidentka Zuzana Čaputová (2019–2024)
- Spojené království
  - královna Alžběta II. (1952–2022)
  - král Karel III. (od 2022)
- Spojené státy americké – prezident Joe Biden (2021–2025)
- Španělsko – král Filip VI. (od 2014)
- Turecko – prezident Recep Tayyip Erdoğan (od 2014)
- Ukrajina – prezident Volodymyr Zelenskyj (od 2019)
- Vatikán – papež a suverén Vatikánu František (2013–2025)